# Donna Creighton
Donna Creighton (Portsmouth, 20 september 1985) is een Brits voormalig skeletonster.

## Carrière
Creighton maakte haar wereldbekerdebuut in het seizoen 2006/07 waar ze 30e werd. Ze nam tot het seizoen 2016/17 met afwezigheid deel aan de wereldbaker met een 6e plaats als beste resultaat in het seizoen 2010/11.
Ze nam deel aan vijf wereldkampioenschappen waar een 13e plaats haar beste resultaat was in 2011.
Creighton kondigde in april 2017 haar afscheid van het skeleton aan.

## Resultaten

### Wereldkampioenschappen
| Jaar | Plaats       | Resultaat                           |
| ---- | ------------ | ----------------------------------- |
| 2009 | Lake Placid  | 17e Individueel                     |
| 2011 | Königssee    | 13e Individueel 13e Landenwedstrijd |
| 2013 | Sankt Moritz | 20e Individueel DNS Landenwedstrijd |
| 2016 | Igls         | 18e Individueel                     |
| 2017 | Königssee    | 22e Individueel                     |

### Wereldbeker
Eindklasseringen
| Seizoen   | Rang |
| --------- | ---- |
| 2006/2007 | 30e  |
| 2007/2008 | /    |
| 2008/2009 | /    |
| 2009/2010 | 16e  |
| 2010/2011 | 6e   |
| 2011/2012 | /    |
| 2012/2013 | 16e  |
| 2013/2014 | 24e  |
| 2014/2015 | /    |
| 2015/2016 | 12e  |
| 2016/2017 | 29e  |